# Annibale Faussone Scaravelli
Annibale Faussone Scaravelli, marchese di Montaldo (Torino, 7 agosto 1720 – Ceva, 20 agosto 1778), è stato un nobile italiano, sindaco di Torino nel 1756 e nel 1771.

## Biografia
Nacque a Torino nel 1720 dal conte Mattia Ignazio (1683-1753) e da Carlotta Delfina Biandrate di San Giorgio Scaravelli (1700-1767), da cui ereditò il secondo cognome e il feudo di Moriondo e di Lovencito, nel torinese.
Nel 1752 sposò Teresa Angela Falletti di Villafalletto (1736-1812), figlia del conte Carlo Francesco e di Maria Gabriella di Challant. I due ebbero sei figli.
Fu gentiluomo di bocca del duca di Chiablese e gentiluomo di camera di Carlo Emanuele III, sindaco di Torino nel 1756 e nel 1771, chiavario, mastro di ragione e archivista.
Il nonno Annibale Ludovico era stato sindaco di Torino nel 1682, nel 1693 e nel 1698.